# Chloropoea simulator
Chloropoea simulator är en fjärilsart som beskrevs av Butler 1873. Chloropoea simulator ingår i släktet Chloropoea och familjen praktfjärilar. Inga underarter finns listade i Catalogue of Life.